# 브라이언 고든
브라이언 어니스트 고든(Brian Ernest Gordon, 1978년 8월 16일 ~ )은 전 KBO 리그 SK 와이번스와 삼성 라이온즈의 투수이다.

## 경력
1997년 애리조나 다이아몬드백스 산하 마이너 리그 팀인 모빌 베이베어스에 지명을 받아 외야수로 입단했다. 그는 2006년까지 외야수로 활동하다가 메이저 리그 투수 출신인 놀런 라이언 선수의 조언으로 2007년 시즌부터 투수로 전향했다. 이후 2011년에 리하이 밸리 아이언 피즈(필라델피아 필리스 산하 트리플 A 팀), 뉴욕 양키스에서 활동하다가 2011년 7월 12일 짐 매그레인의 대체 선수로 SK 와이번스에 합류하였다. 2011년 7월 29일 한화 이글스와의 원정 경기에서 6⅓ 이닝 4피안타 2볼넷 9탈삼진 3실점의 성적을 올리고 첫 승리를 거두었다. 하지만 선발로는 이닝 소화 능력이 떨어진다는 단점을 갖고 있었고, 시즌 후 SK 와이번스와의 협상이 결렬되어 자유계약 공시되었다. 때마침 저마노를 삼성 라이온즈에서 놓치게 되자, 2011년 한국시리즈에서 만났던 삼성에서 그를 2012년 1월 13일에 영입하였다. 유니폼을 바꿔 입은 후 2012년 한국시리즈에서 SK 와이번스와 다시 만났다. 삼성 이적 이후 11승 3패를 기록했지만 SK 때부터 지적되어 왔던 이닝 소화 능력의 결여와 안정감이 떨어진다는 단점이 드러나 시즌 후 재계약에 실패했다. 2012년 12월 23일(한국시간) 미국 메이저 리그 오클랜드 애슬레틱스와 마이너리그 계약을 체결했다.
오클랜드에서 방출된 뒤 뉴욕 양키스에서 뛰었지만 2014년 6월 15일 방출된다.

## 같이 보기
- 짐 매그레인
- 가도쿠라 겐
- 삼성 라이온즈